# Raimondo d’Inzeo
Raimondo d’Inzeo, född den 8 februari 1925 i Rom i Italien, död 15 november 2013 i Rom i Italien, var en italiensk ryttare.
Han tog OS-brons i lagtävlingen i hoppning i samband med de olympiska ridsporttävlingarna 1972 i München.